# Ohio
För andra betydelser, se Ohio (olika betydelser).
Ohio är en delstat i nordöstra USA. Huvudstad är Columbus. Andra större städer är Cleveland och Cincinnati. Ohio betecknar dessutom Ohiofloden som från sin källa i Pennsylvanias berg rinner ut i Mississippifloden. Delstaten Ohios södra gräns (mot West Virginia och Kentucky) går längs Ohioflodens strand. Ohio är seneca och betyder "vacker flod".
Delstaten är känd för sin status som en vågmästarstat i nationella val. Sju amerikanska presidenter föddes i Ohio. Ulysses S. Grant, Rutherford B. Hayes, James Garfield, Benjamin Harrison, William McKinley, William Howard Taft och Warren G. Harding.
Ohio är en industridelstat och rankar på 8:e plats av 50 delstaterna i BNP (2015). Det är den tredje största amerikanska delstaten för tillverkning och är den näst största biltillverkaren efter Michigan.

## Historia
Federalt territorium från 1787 (Nordvästterritoriet).

## Stora städer

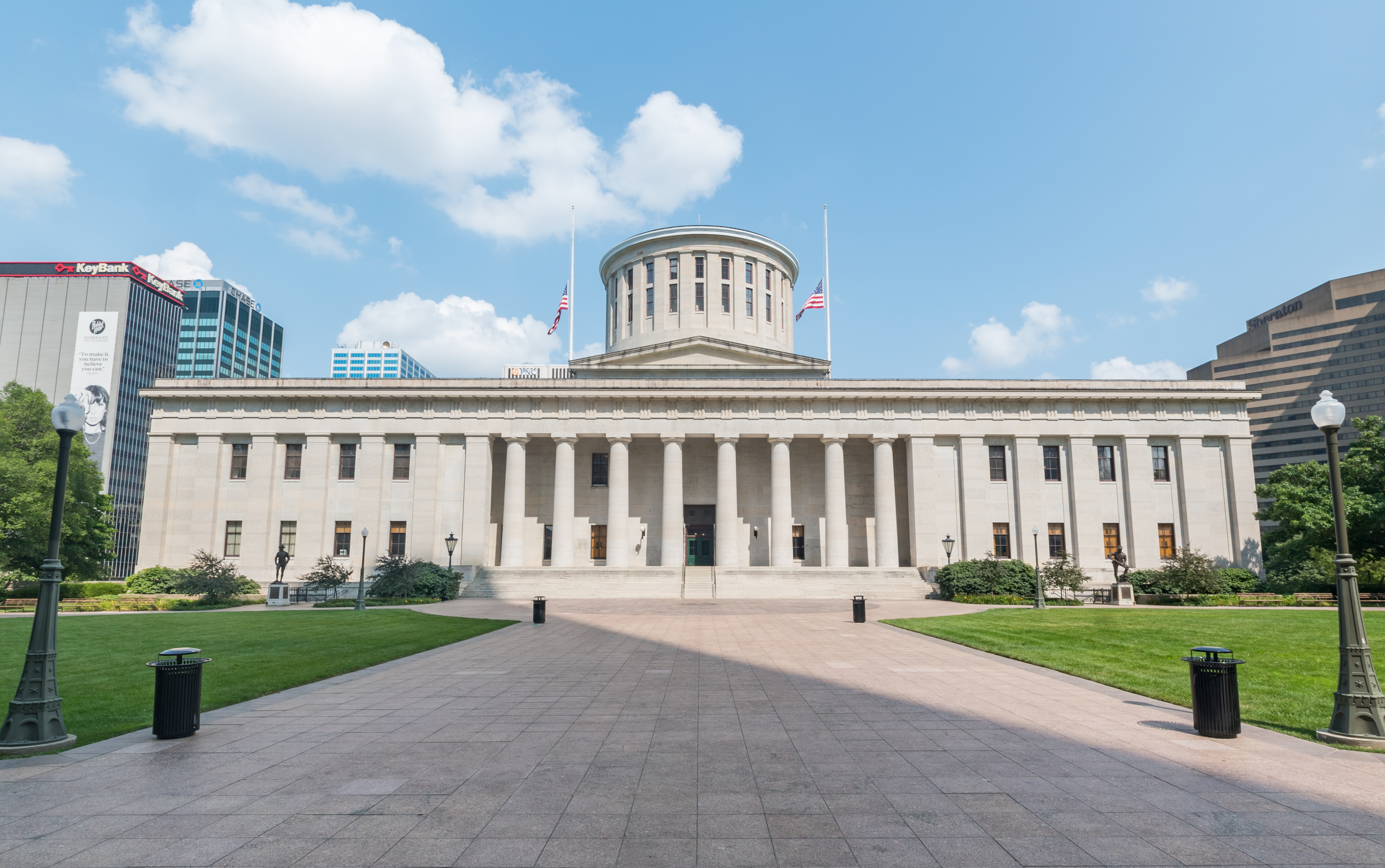
Ohio Statehouse i Columbus är säte för Ohios generalförsamling.

De tio största städerna i Ohio (2010)
- Columbus – 787 033
- Cleveland – 396 815
- Cincinnati – 296 943
- Toledo – 287 208
- Akron – 199 110
- Dayton – 141 527
- Parma – 81 601
- Canton – 73 007
- Youngstown – 66 982
- Lorain – 64 097

## Sport

### Professionella klubbar i de högsta ligorna
- MLB – baseboll
  - Cincinnati Reds
  - Cleveland Guardians
- NFL – amerikansk fotboll
  - Cincinnati Bengals
  - Cleveland Browns
- NHL – ishockey
  - Columbus Blue Jackets
- NBA – basket
  - Cleveland Cavaliers
- MLS – fotboll
  - FC Cincinnati
  - Columbus Crew

## Kända personer födda i Ohio
- Jake Abel, skådespelare
- Roman Atwood, videoskapare och komiker
- Jake Paul, Youtube-personlighet och boxare
- Hannah Beachler, scenograf
- Joseph Brant, mohawkisk militär och politisk ledare
- Mary Brant, mohawkisk politisk ledare
- Brooklyn Lee, pornografisk skådespelerska
- Ellen Spencer Mussey, advokat
- Neil Armstrong, amerikansk testpilot och astronaut
- J.D. Vance, USA:s vicepresident (2025– )